# プルンゲ
プルンゲ（リトアニア語: Plungė）は、リトアニアの都市。テルシェイ郡に属し、プルンゲ地区自治体の中心都市。人口は約23,000人（2007年）。
現在、カニカマの工場がこの街にあり、ここからヨーロッパ各国へカニカマが輸出されている。

## 歴史

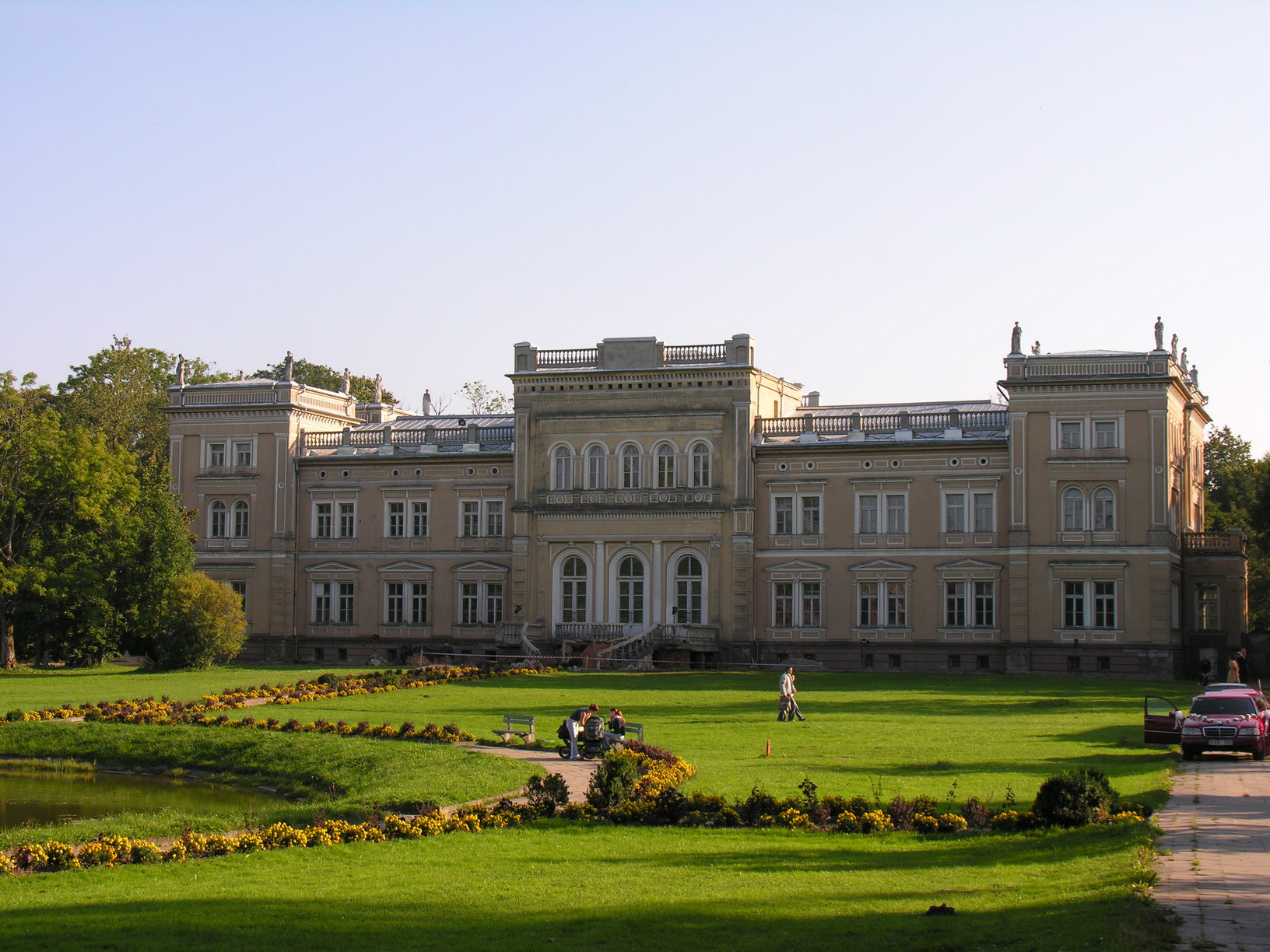
かつてのオギンスキ家の邸宅。現在はジェマイティヤ美術館

現在のプルンゲのあたりには紀元前5世紀から紀元前1世紀ごろ人が住むようになったと考えられている。
16世紀半ばごろから人口が増え始めた。
かつてのオギンスキ家の邸宅が現在でも残されている。
第二次世界大戦以前は多くのユダヤ人が住んでいた。

## 姉妹都市
- Krasnogorsk（ ロシア）
- Menden（ ドイツ）
- Bjerkreim（ ノルウェー）
- Baksholm（ スウェーデン）

- Viljandi（ エストニア）
- Tukums（ ラトビア）
- Golub-Dobrzyń（ ポーランド）
- Bruntál（ チェコ）